# 1889 год в науке
В 1889 году произошли различные научные и технологические события, некоторые из которых представлены ниже.

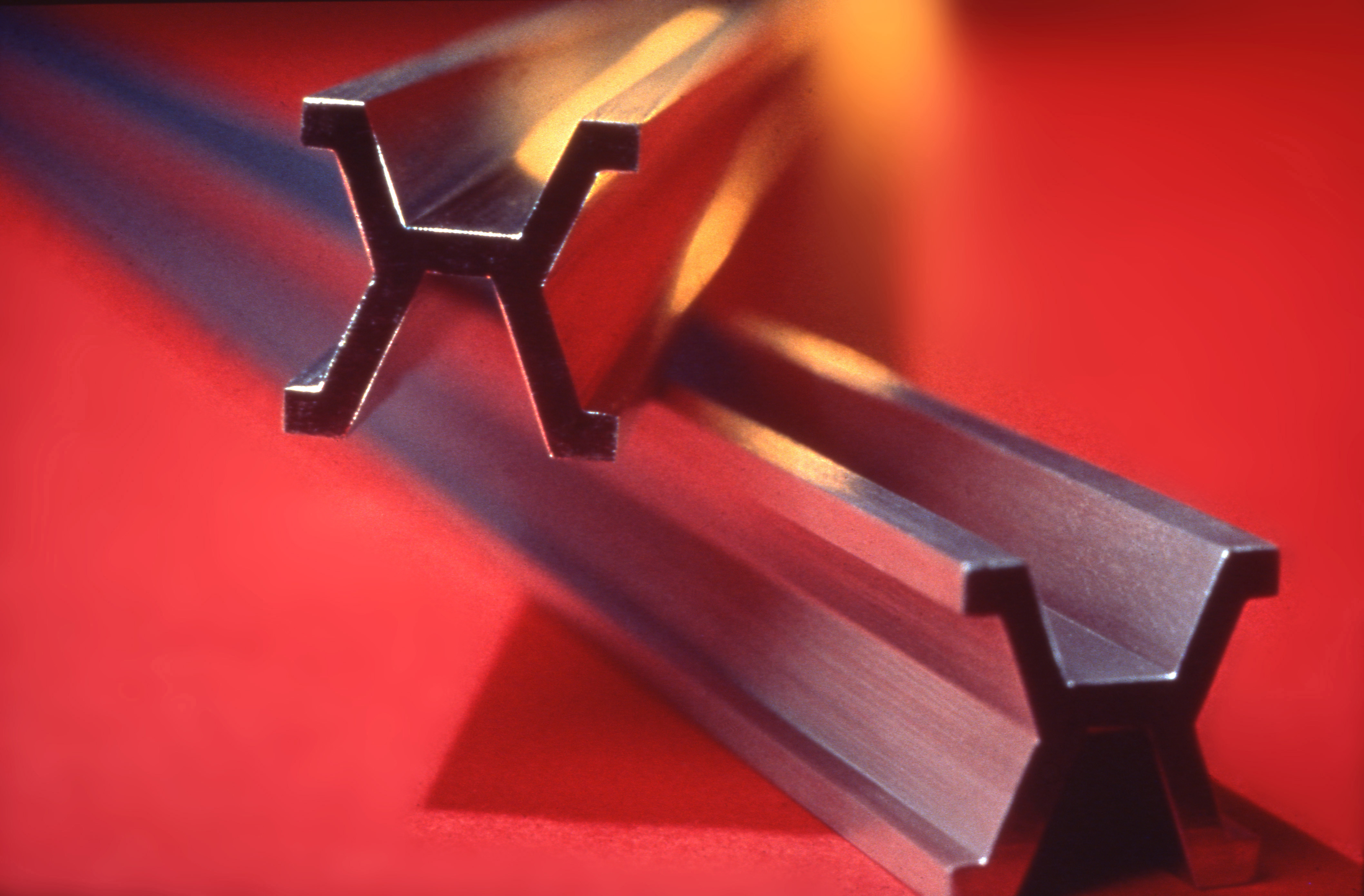
Международный эталон метра, использовавшийся с 1889 по 1960 год

## События
- 28 сентября — 1-я Генеральная конференция по мерам и весам приняла систему мер, сходную с СГС, но основанную на метре, килограмме и секунде, так как эти единицы были признаны более удобными для практического использования.

## Достижения человечества
- Абель, Фредерик Август совместно с профессором Дьюаром разработан новый тип бездымного нитроглицеринового пороха, известный под именем кордита, который был принят на вооружение в Англии.

### Открытия
- Г. Цааном (Zahn G.) открыта парадоксальная эмболия.
- Гоппе-Зейлер впервые выделил и описал гиматомелановые кислоты.

### Изобретения
- 8 января — Герман Холлерит получает патент на изобретение электрической машины для бухучёта.

## Награды
- Софья Ковалевская получила большую премию Парижской академии за исследование задачи о вращении тяжёлого несимметричного волчка.
- Людвиг Эммануилович Нобель поручает РТО присуждение один раз в пять лет премии и медали имени Эммануила Нобеля (Иммануэль), своего умершего отца, за исследования и разработки в области науки и техники.

## Родились
- 2 февраля — Струве, Василий Васильевич, крупнейший советский востоковед.
- 7 марта — Герасимович, Борис Петрович, советский (российский) астроном.
- 9 марта — Ваврик, Василий Романович, литературовед, историк, исследователь фольклора.
- 26 апреля — Витгенштейн, Людвиг, австро-английский философ.
- 25 мая — Сикорский, Игорь Иванович, русский авиаконструктор.
- 8 июля — Гуревич, Борис Абрамович, российский философ, и правовед.
- 26 сентября — Хайдеггер, Мартин, немецкий философ.
- 20 ноября — Хаббл, Эдвин Пауэлл, американский астроном.

## Скончались
- 23 января — Игнацы Домейко, выдающийся геолог, ректор Чилийского университета.
- 31 мая — Ойген Фердинанд фон Хомайер (род. 1809), немецкий орнитолог.
- 29 июня — Джильберто Гови, итальянский физик, естествовед и политик; автор ряда научных трудов (род. 1826).
- 16 июля — Микеле Амари — итальянский историк.
- 17 октября — Чернышевский, Николай Гаврилович, российский философ-утопист.
- 24 декабря — Джоуль, Джеймс Прескотт, известный английский физик.